# Beckiella opposita
Beckiella opposita är en kvalsterart som beskrevs av Sandór Mahunka 1982. Beckiella opposita ingår i släktet Beckiella och familjen Dampfiellidae. Inga underarter finns listade.